# Irena Palaiologina, carica Bugarske
Irena Palaiologina (Ειρήνη Παλαιολογίνα, Irena Paleolog) bila je bizantinska princeza i bugarska carica, ali se o njoj ne zna mnogo. 
Nije poznato kada je rođena. Bila je nazvana po božici Ireni. 
Roditelji su joj bili car Mihael VIII. Paleolog i Teodora Duka Vatac. Irena je bila pripadnica dinastije Paleolog, a osnovala je obitelj Asan. 
Muž joj je bio car Bugarske Ivan Asen III., a vjenčali su se 1277. ili 1278. godine. Sljedeće godine Irena je postala carica.
Prema bizantinskim izvorima, Ireni nije bilo ugodno u Bugarskoj.
Irena i Ivan su imali sedmoro djece:
- Mihael, car Bugarske
- Andronik Asan
- Izak
- Manuel
- Konstantin
- Teodora
- Marija

Teodora je bila supruga Fernana Jimeneza d'Auneza i Manuela Tagaresa. Marijin muž bio je grof Malte Rogerije de Flor.